# László Keglovich
Dans le nom hongrois Keglovich László, le nom de famille précède le prénom, mais cet article utilise l’ordre habituel en français László Keglovich, où le prénom précède le nom.
László Keglovich, né le 4 février 1940 à Sopron, est un footballeur hongrois. Il évoluait au poste de défenseur.

## Biographie

### En club
László Keglovich est joueur du Soproni VSE (en) entre 1957 et 1958,.
De 1958 à 1973, Keglovich évolue au sein du Győri ETO FC,.
Il est sacré Champion de Hongrie en 1963.
Lors de la campagne de Coupe des clubs champions en 1964-1965, il dispute 8 matchs et inscrit 4 buts. Il marque trois buts lors de la double confrontation du premier tour contre le BSG Chemie Leipzig. Lors des huitièmes de finales, il inscrit un but lors du match retour qualifiant le Győri ETO contre le Lokomotiv Sofia, si les Hongrois s'inclinent 3-4 au retour, ils se qualifient au regard du score cumulé (8-7). Après avoir écarté le DWS Amsterdam en quarts de finale, le club hongrois s'incline contre le Benfica Lisbonne en demi-finale.
Avec son club, Keglovich remporte trois coupes nationales en 1965, 1966 et en 1967.
Il dispute deux campagnes de Coupe des vainqueurs de coupe en 1966-1967 et 1967-1968, jouant au total 10 matchs pour aucun but inscrit.
Il dispute également la Coupe des villes de foires en 1969-1970, jouant quatre matchs.
Keglovich raccroche les crampons en 1973,.

### En équipe nationale
László Keglovich fait partie de l'équipe de Hongrie médaillée d'or aux Jeux olympiques 1968. Il dispute un match durant la compétition contre le Ghana.

## Palmarès
| Győri ETO FC - Championnat de Hongrie (1) : - Champion : 1963. - Coupe de Hongrie (3) : - Vainqueur : 1965, 1966 et 1967. |  | Hongrie - Jeux olympiques (1) : - Or : 1968. |